# 李鳳
李 鳳（り ほう、武徳5年（622年）- 上元元年12月29日（675年1月30日））は、中国唐の高祖李淵の十五男。字は季成。虢王に立てられた。

## 経歴
李淵と楊美人のあいだの子として生まれた。武徳6年（623年）、豳王に封じられた。貞観5年（631年）、使持節・鄧州諸軍事・鄧州刺史に任じられた。貞観10年（636年）、虢王に改封され、使持節・虢州諸軍事・虢州刺史に転じた。貞観17年（643年）、上柱国を加えられた。貞観18年（644年）、使持節・豫州諸軍事・豫州刺史となった。
顕慶3年（658年）、使持節・宋州諸軍事・宋州刺史に転じた。龍朔3年（663年）、使持節・寿州諸軍事・寿州刺史となった。まもなく沁州刺史に転じた。赴任する前に、使持節・青州諸軍事・青州刺史に任じられた。上元元年（674年）に東都の懐仁里の邸で亡くなると、司徒・揚州大都督の位を追贈された。上元2年（675年）、献陵の北原に陪葬された。諡を荘といった。
妻は劉徳威の娘の劉氏（貞観元年（627年）- 上元2年5月14日（675年6月12日））。子に平陽王李翼・申州刺史の李茂融ら7人があった。

## 逸話・人物
- 李鳳は、狩猟遊びを喜び、属官を侮った。奴隷に虎皮をかぶせて脅かし、その参軍の陸英俊が恐怖のあまり間もなく死ぬと、呵々大笑して楽しんだという。

## 伝記資料
- 『旧唐書』巻64 列伝第14「虢王鳳伝」
- 『新唐書』巻79 列伝第4「虢王鳳伝」
- 大唐故使持節青州諸軍事行青州刺史上柱国贈司徒揚州大都督虢荘王墓誌之銘并序
- 大唐故贈司徒虢王妃劉氏墓誌銘并序